# To Live & Die in L.A.
«To Live & Die in L.A.» es el segundo sencillo del álbum de 2Pac (que por entonces era conocido como Makaveli), The Don Killuminati: The 7 Day Theory. La canción samplea el tema "Do Me, Baby" de Meli'sa Morgan, una versión de una canción de Prince de principios de los 80. Esta canción es una de las canciones más conocidas de 2Pac, considerada por muchos la mejor canción del rapero. La canción comienza con una entrevista realizada originalmente en el programa KKBT's Street Science, en la que el presentador le pregunta a un hombre lo que piensa del nuevo álbum de 2Pac y él responde diciendo que le encanta. A continuación, expresa que su música realza la disputa entre la costa Oeste y Este, refiriéndose a la canción "Hit 'Em Up" en la que ataca personalmente a The Notorious B.I.G.. En "To Live & Die in L.A.", Makaveli reflexiona sobre su vida, con Val Young cantando el estribillo. Al final, Makaveli se refiere a la canción como "LA, la puta segunda parte de California Love, sin el maricón de Dre (sic)" (que por entonces era uno de sus rivales junto con Nas y The Firm).
La canción alcanzó el puesto #10 en el Reino Unido. En 1998, el tema fue incluido en el álbum Greatest Hits. 
El estribillo de la canción fue sampleado por The Game en la canción "Red Magic", un tema inédito de su tercer álbum LAX.

## Video musical
El video fue grabado en agosto de 1996, un mes antes de la muerte de Tupac y es el penúltimo videoclip que el rapero grabó en vida. En el video musical se puede ver a Makaveli en varios locales alrededor del área de Los Ángeles, en su mayoría en South Central.  Makaveli viaja con un grupo de chicas en Chevrolet Impala modelo 1961 color amarillo,también en el video se puede ver a Makaveli conduciendo un Jaguar convertible y canta con un grupo de jóvenes bailando a su alrededor.

## Lista de canciones
Sencillo en CD
1. «To Live & Die in L.A.» (Radio Edit)
2. «To Live & Die in L.A.» (Álbum Versión)
3. «Just Like Daddy»